# Uzbekistan vid världsmästerskapen i friidrott 2022
Uzbekistan tävlade vid världsmästerskapen i friidrott 2022 i Eugene i USA mellan den 15 och 24 juli 2022. Uzbekistan hade en trupp på en idrottare.

## Resultat
Teknikgrenar
| Idrottare          | Gren     | Kval        | Kval      | Final       | Final     |
| Idrottare          | Gren     | Distans     | Placering | Distans     | Placering |
| ------------------ | -------- | ----------- | --------- | ----------- | --------- |
| Safina Sadullayeva | Höjdhopp | 1,93 m 0SB0 | =1        | 1,96 m 0PB0 | 5         |